# Cantonul Cosne-Cours-sur-Loire-Sud
Cantonul Cosne-Cours-sur-Loire-Sud este un canton din arondismentul Cosne-Cours-sur-Loire, departamentul Nièvre, regiunea Burgundia, Franța.

## Comune
- Alligny-Cosne
- Cosne-Cours-sur-Loire (parțial, reședință)
- Pougny
- Saint-Loup
- Saint-Père